# DeltaWing DWC13
Chronologie des modèles (2013 - 2016)
DeltaWing
La DeltaWing DWC13 est une automobile de compétition, conçue et fabriquée par DeltaWing Racing Cars. Elle succède à la DeltaWing et est homologué dans la catégorie Prototype (P) de l'International Motor Sports Association.

## Aspects techniques
Elle se distingue de sa prédécesseur, notamment par un cockpit fermé.

## Histoire en compétition
En 2014, la DWC13 ne participe pas à toutes les manches de l'United SportsCar Championship.
À l'été 2015, l'engagement en compétition de la DeltaWing est indéterminé du fait de la nouvelle réglementation qui entrera en vigueur en 2017.
Lors des 24 Heures de Daytona 2016, elle mène la course pendant plusieurs tours.
La DeltaWing DWC13 participe à sa dernière course à l'occasion du Petit Le Mans 2016,.